# Tanngrisnir i Tanngnjóstr

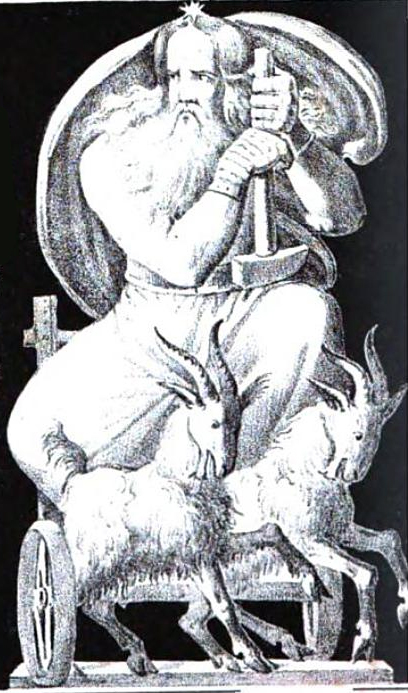
Les cabres Tanngrisnir i Tanngnjóstr estiren el carro del déu Thor, en una il·lustració de 1832.

Tanngrisnir (nòrdic antic: [ˈtɑnːˌɡrisnez̠], que significa literalment "dents primes", o "qui té espais entre les dents") i Tanngnjóstr ( [ˈtɑnːˌɡnjoːstz̠], "esmolador de dents" o "qui remola les dents") són els noms dels dos mascles cabrons o bocs que estiren el carro del déu Thor a la mitologia nòrdica. Són testimoniats a l'Edda poètica, compilada al segle xiii a partir de fonts tradicionals anteriors, i a l'Edda en prosa, escrita per Snorri Sturluson, al segle xiii.
L' Edda en prosa relata que quan el déu Thor es fa cuinar les cabres, i es menja la seva carn, proporcionant subsistència al déu, després Thor les ressuscita amb el seu martell Mjölnir, i els animals tornen a la vida l'endemà mateix. Segons la mateixa font, Thor va passar una nit a casa d'uns pagesos i va compartir amb ells el seu menjar de cabra, però un dels fills del pagès, Þjálfi, va trencar un dels ossos per xuclar-ne la medul·la. Al dia següent, quan el déu va fer resuscitar els dos mascles cabrons, es va adonar de la coixesa d'un d'ells. Davant l'enuig de Thor i per compensar-lo, els fills del pagès, Þjálfi i la seva germana Röskva, van accedir a ser els seus servents. Els erudits han relacionat aquests mascles cabrons que reviuen constantment amb la bèstia de consum nocturn Sæhrímnir, pròpia de la mitologia nòrdica, i amb les creences populars escandinaves sobre ossos d'arengada i bruixeria.

## Etimologia
El nom nòrdic antic Tanngrisnir es tradueix per "esquerdar les dents, grunyir" i Tanngnjóstr per "esmolar les dents". L'estudiós Rudolf Simek comenta que els noms eren recents quan van ser escrits per primera vegada, i que fins-i-tot podrien haver estat inventats per Snorri. Tanngnjóstr és de vegades anglicitzat modernament com Tanngiost.

## Testimoniatges

### Edda poètica

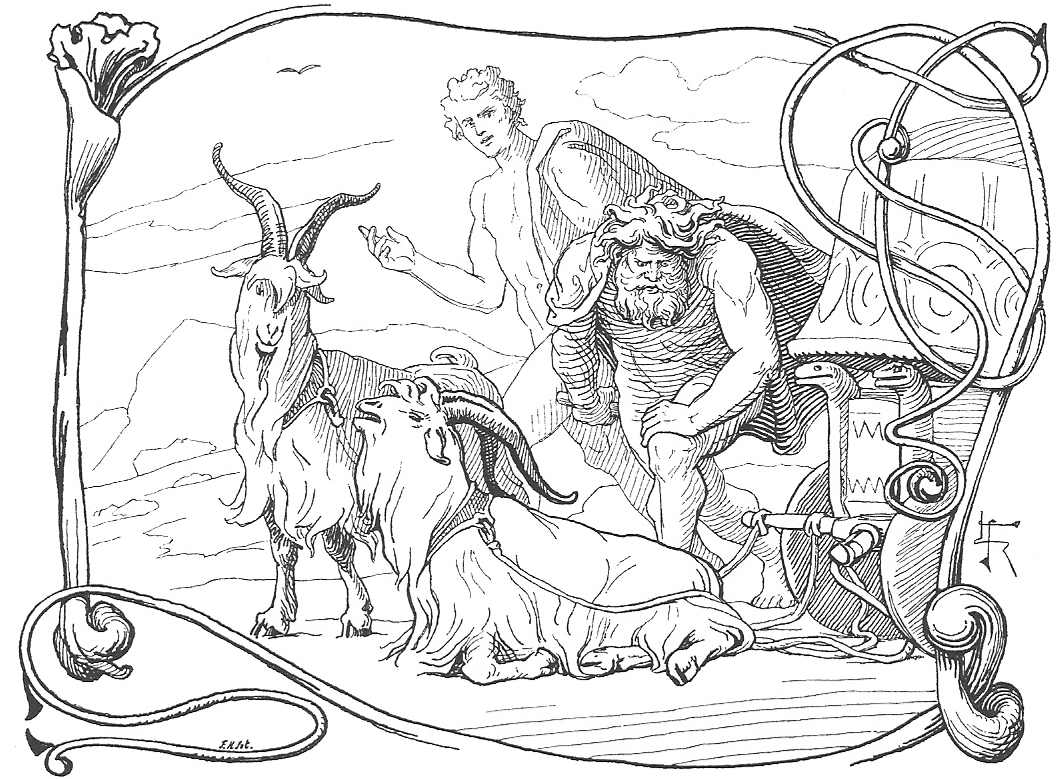
Thor nota que una de les seves cabres té una pota coixa, en una il·lustració (1895) de Lorenz Frølich

Les cabres de Thor s'esmenten en dos poemes de l'Edda poètica, encara que no són referits pel seu nom. Al poema de l'Edda poètica titulat Hymiskviða, Thor encomana les cabres, descrites com animals "de banyes esplèndides", a un humà anomenat Egil, del regne de Midgard, abans que Thor i el déu Tyr continuïn cap a la sala dels gegants Jötun i Hymir. Més endavant, al mateix poema, Thor és anomanat "el senyor de les cabres".
Després d'haver matat a Hymir i al seu exèrcit de molts caps, els bocs de Thor cauen "mig morts" a causa de la coixesa. El poema diu que això és culpa de Loki, però que "ja ho has sentit", i que un altre, més savi que el poeta, podria explicar la història de com Thor va ser pagat per un habitant de lava amb els seus fills.
Una estrofa del poema de l'Edda poètica Þrymskviða descriu el viatge de Thor, conduït per un boc fins a Jötunheimr:

### Edda en prosa
Al capítol 21 del llibre Gylfaginning de l'Edda en prosa, la figura entronitzada de Hár (Alt) explica que el déu Thor té dos bocs que condueixen el seu carro i que aquestes cabres porten els noms de Tanngnjóstr i Tanngrisnir.
Al capítol 44, la figura entronitzada de Þriði (Tercer) relata de males maneres un conte en el qual Thor i Loki viatgen amb el carro de Thor, arrossegats per les seves dues cabres. Loki i Thor s'aturen a la casa d'un pagès, i allà se'ls ofereix allotjament per passar una nit. Thor mata les seves cabres, les escorxa i les posa en una olla. Quan les cabres estan cuites, Loki i Thor s'asseuen per sopar. Thor convida la família de pagesos a compartir el dinar amb ells i ho fan.

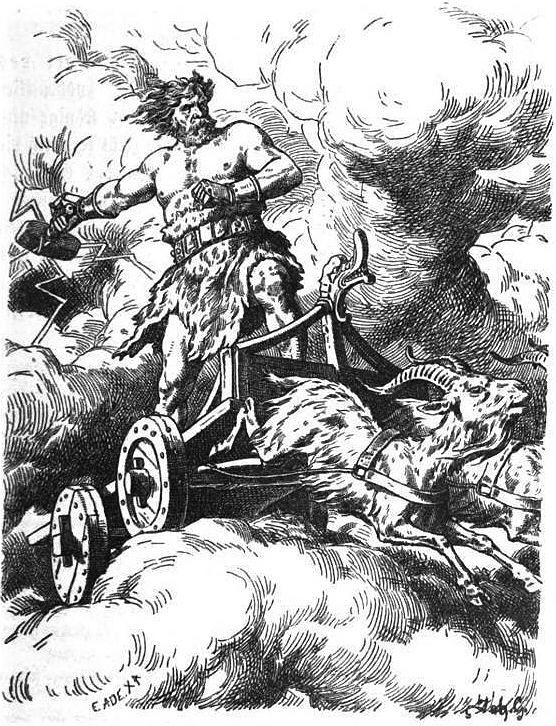
Thor (1910), de Johannes Gehrts

Al final de l'àpat, Thor posa les pells dels bocs al costat oposat del foc i diu als camperols que llancin els ossos de les cabres sobre les pells. El fill del camperol Þjálfi agafa un dels ossos del pernil de la cabra i utilitza un ganivet per obrir-lo, trencant-ne l'os, per arribar a la medul·la.

Després de passar la nit a casa dels pagesos, Thor es desperta i es vesteix abans de l'alba. Agafa el seu martell Mjöllnir, l'aixeca, beneeix les pells de cabra i les ressuscita. Les cabres es posen dretes però un dels bocs queda coix de la pota del darrere. Observant aquesta nova coixesa, Thor determina que algú ha maltractat els ossos de les seves cabres, que algú li va trencar un ós durant l'àpat de la nit anterior. Tercer assenyala que no cal dibuixar el conte, perquè:

Tothom es pot imaginar com devia quedar d'aterrit el camperol quan va veure en Thor arrufant les celles; devia sentir que es moria només de la seva mirada. Thor va apretar tant el pal del martell que els seus artells de les mans van quedar blancs, i el pagès, com era d'esperar, juntament amb la seva família, van pregar-li amb fervor per seu perdó i la seva gràcia i es van oferir a compensar l'ofensa amb tots els seus béns.

En adonar-se de la por que havia fet venir als camperols, Thor es va calmar i va acceptar un pacte amb els seus fills, Þjálfi i Röskva. Els dos fills es convertirien en els seus servents i, des d'aleshores, ho segueixen sent. Deixant enrere els bocs, els quatre van marxar cap a la terra de Jötunheimr. Les cabres s'esmenten de nou al capítol 48, on Thor és descrit marxant cap a Midgard, el regne de la humanitat, amb la forma d'un nen jove, sense cabres ni companys.
Al capítol 75 del llibre de l'Edda en prosa titulada Skáldskaparmál, els noms d'ambdós bocs apareixen entre una llista de noms per a cabres.

## Teories i interpretacions
L'estudiós Rudolf Simek connecta Tanngrisnir i Tanngnjóstr amb la bèstia Sæhrímnir (consumida cada nit pels déus i els einherjar i resuscitada cada dia), assenyalant que la llegenda podria apuntar a un ritus de sacrifici típic de pràctiques xamàniques.
Al folklore escandinau, les bruixes que omplen el menjar de manera màgica de vegades apareixen als contes. Normalment aquest menjar fabulós és una arengada. Tanmateix, per por a quedar consumit si hom es menja una vegada i una altra el mateix bocí, els contes populars indiquen que trencar els ossos de l'arengada quan es menja és una forma de precaució per advertir l'engany. Les similituds temàtiques (el trencament d'ossos i la reposició màgica dels aliments) que trobem en aquesta creença popular i en els contes nòrdics antics de Tanngrisnir i Tanngnjóstr han portat els estudiosos Reimund Kvideland i Henning Sehmsdorf a establir una connexió entre ambdós.

## Influència moderna
A l'adaptació del déu que trobem als còmics de superherois de la col·lecció Marvel Comics, Thor sol confiar en el seu martell per volar. Tanmateix, en situacions en què ha de transportar passatgers i/o objectes, Thor convoca a Tanngrisnir i Tanngnjóstr, els dos bocs també coneguts com a Toothgnasher i Toothgrinder, que arriben ja enganxats al seu carro, i que poden ser acomiadats amb la mateixa facilitat. Les dues cabres van ser vitals en una història posterior de Marvel Comics; van creure una història de perill per al déu Odí i van convocar reforços. Més tard es van assegurar que diversos nens asgardians estiguessin segurs quan un exèrcit invasor els amenaçava. Fan el seu debut en acció en viu a la pel·lícula Thor: Love and Thunder, on són retratats com a cridaners perpetus, basant-se en la popularitat del mem de la cabra que crida.
Al joc de cartes comercials de Yu-Gi-Oh, tant Tanngrisnir com Tanngnjóstr són representats com a cartes del monstre "Bèstia nòrdica". Estan pensats per ser utilitzats juntament amb altres cartes representatives d'altres personatges i criatures de la mitologia nòrdica, inclòs el seu mestre Thor.
Al llibre de Rick Riordan, Magnus Chase and the Gods of Asgard : The Sword of Summer, apareixien tant Tanngrisnir com Tanngnjóstr. S'anomenen Marvin i Otis, respectivament, i solen ser sacrificats pel déu Thor, per renéixer l'endemà.
A la cançó d' Heidevolk "Een met de storm", el "dondergod" (déu del tro) cavalca en un "bokkenkar" (carretó de cabres) sobre els núvols, fent al·lusió a les dues cabres de Thor.
Al videojoc God of War del 2018, el mànec de Tanngiost és un pom de fulla que causa danys per descàrrega elèctrica i que es pot utilitzar a la destral Leviathan.
Les dues cabres apareixen a la sèrie de còmics Danish Valhalla i a l'animació basada en ella. El déu Thor mata i cuina un dels bocs, però adverteix fermament que no es trenqui els seus ossos. Loki persuadeix a Tjalfe (Þjálfi) perquè xucli la medul·la d'un os de la pota d'una de les cabres. Quan Thor ressuscita les cabres l'endemà al matí, descobreix que una de les cabres és coixa i s'enfada. Com a resultat, Thor reté a Tjalfe i a la seva germana com els seus servents.